# 錫福斯島
錫福斯島是蘇格蘭的島嶼，位於大西洋海域，屬於外赫布里底群島的一部分，面積2.73平方公里，最高點海拔高度217米，島上無人居住。
58°00′04″N 6°43′45″W / 58.00102°N 6.72918°W